# Feochromocytom
Feochromocytom je nádor z chromafinních buněk produkujících katecholaminy, které vyvolávají hypertenzi. Katecholaminy, které produkuje feochromocytom způsobují buď trvalou hypertenzi (vysoký krevní tlak), popřípadě epizody nebo záchvaty vážné hypertenze. Dalšími příznaky nadměrné produkce katecholaminů jsou bolesti hlavy, bušení srdce, pocení, nevolnost, úzkost a brnění v končetinách.
Přibližně 90% feochromocytomů je lokalizováno v nadledvinách. Ačkoliv některé jsou karcinomatózní povahy, většina je benigních – tedy nešíří se mimo danou lokalizaci, ale většina z nich dále roste. Pokud jsou ponechány bez léčby, symptomy se mohou zhoršovat tak jak tumor roste a po čase muže hypertenze zapříčiněná feochromocytomem poškodit další orgány, zejména srdce a ledviny; u pacienta se zvyšuje riziko infarktu nebo mrtvice.